# ARCA Space

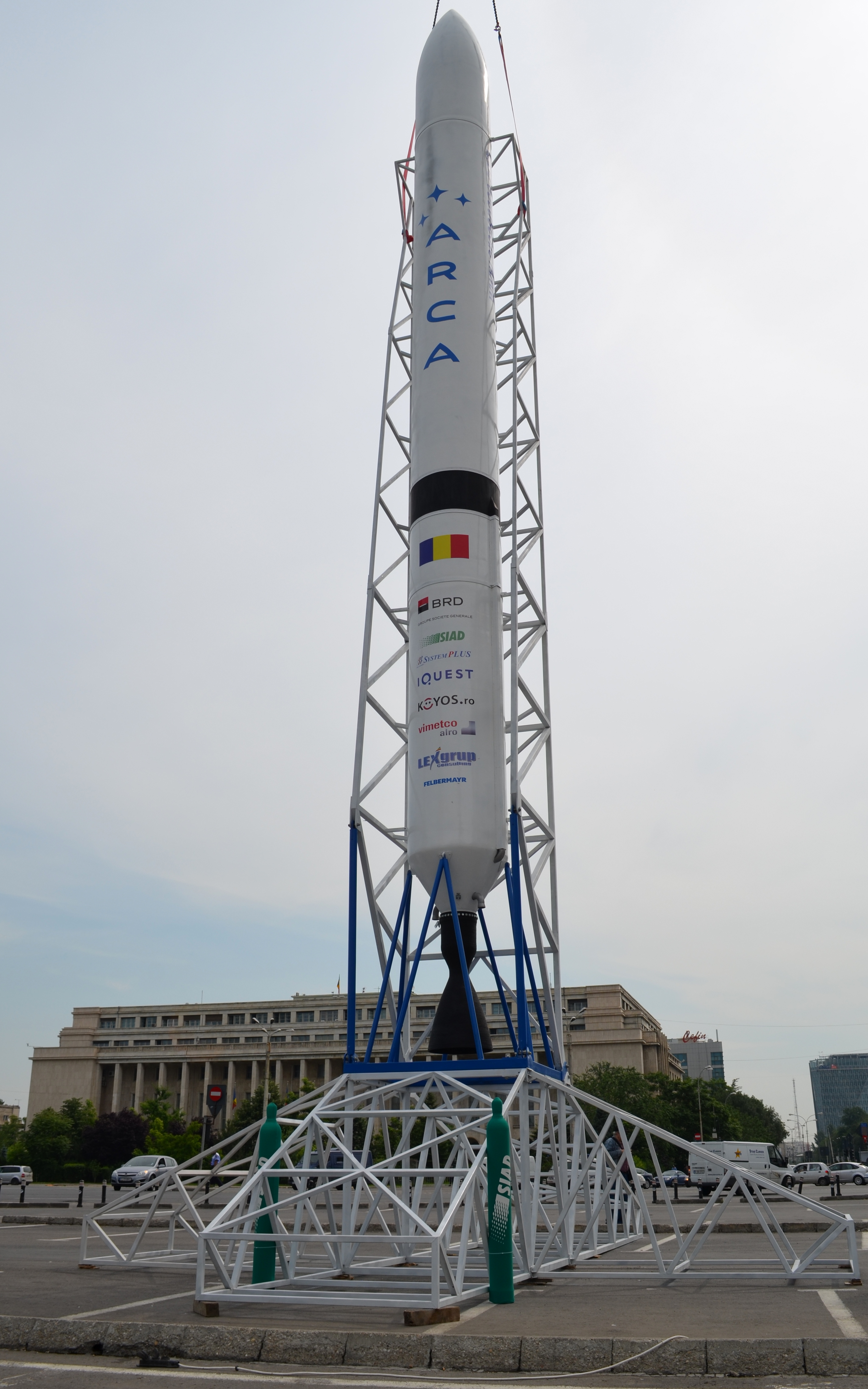
ブカレストの勝利広場に展示されたハース 2c

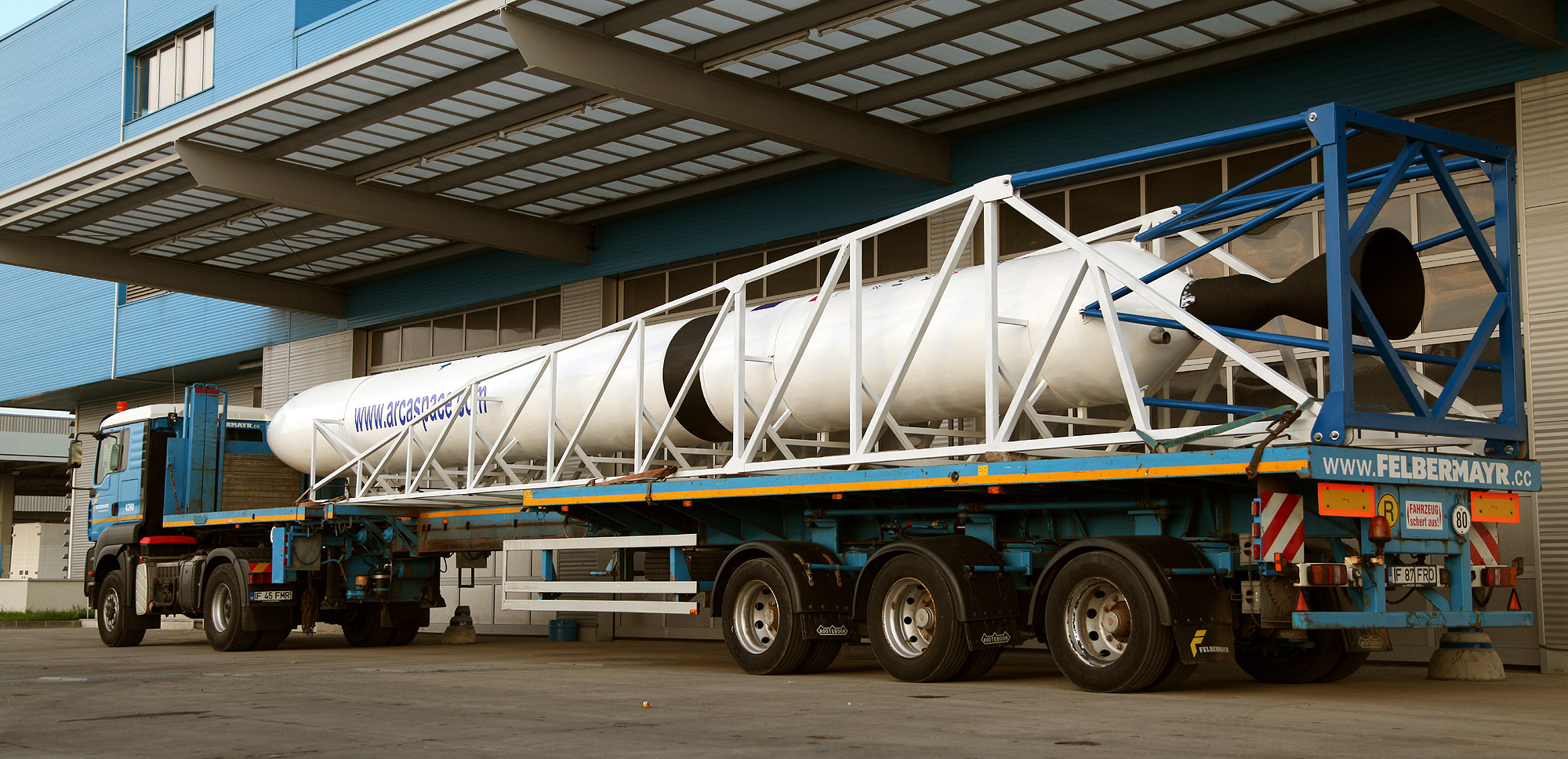
トレーラーに乗せられたハース 2c

ARCA Space (Asociația Română pentru Cosmonautică și Aeronautică Space) とは、ルーマニアで設立され、現在はアメリカ合衆国に拠点を置く民間宇宙団体。

## 概要
1999年にルーマニアで非政府組織として設立され、2015年7月13日以降はアメリカ合衆国ニューメキシコ州ラスクルーセスを拠点に活動する。多種多様な機体を開発中でロケットだけでなく、気球や無人機の開発も進める。

## Heat 1X
ハースはヨーロピアン・ルナ・エクスプローラー計画の一環としてGoogle Lunar X Prizeと有人宇宙飛行計画に向けて2010年当時開発を行っていたローンチ・ヴィークル。ハースはアメリカ合衆国による1950年代のロックーン実験と同様に高高度気球から打上げが行われる設計でハース2は航空機からの発射で、ハース2bは地上発射式の弾道飛行ロケットでスーパーハースは地上発射式軌道周回ロケットである。燃料は過酸化水素と歴青を使用する。
ハースの名は最初に多段式ロケットに関しての著作を著し、現在のルーマニア地域に住み、開発作業をしたロケットの先駆者であるコンラッド・ハースに由来する。この3段ロケットは低軌道に400kgのペイロードを投入する性能を有する。初飛行はヨーロピアン・ルナ・エクスプローラーの宇宙機を載せて、2011年の初めを目処に現在計画が進められていてARCAはGoogle Lunar X Prizeに参加しており、2009年から一連のエンジンの試験を開始した。しかしロケットが打ち上げられることは無いまま、Google Lunar X Prizeは2018年に終了した。

## Helen
ARCA Helenは高度8kmまで気球で上昇してから発射される実験観測ロケットである。ARCA Helen ミッション 3 は2009年11月14日に実施されたが、点火に失敗した 。2010年4月にHelen 2と称する後継機によって打ち上げから引退した。

## Orizont
OrizontはAnsari X Prizeに参戦するための可変翼機。

## Stabilo
Stabiloは有人弾道飛行を目的としたロックーン。

## AirStrato
AirStratoは太陽電池を動力とする無人機。

## IAR 111
IAR 111 "Excelsior"は宇宙旅行と関連する技術開発を目的としてロケットを最高18,000 mまで輸送するために設計された超音速の母機の計画である。航空機は大半が複合材で製造され、海面から離着陸するように設計された。
2011年12月、航空機の胴体の最初の2区画が完成して部分的に組み立てられた。
当初は2013年に初飛行する予定だった。

## Executor
ExecutorはハースロケットとIAR 111 Excelsior 極超音速機のために開発されたケロシンと液体酸素を推進剤として使用するガス発生器サイクルのロケットエンジン。
Executorではアポロ計画で月着陸船のために最初に使用されたピントル式噴射装置が採用された。
推進剤は単軸のデュアルインデューサー-インペラターボポンプで供給される。タービンの排気ガスはハース2ロケットの姿勢制御に使用される。

## ギャラリー

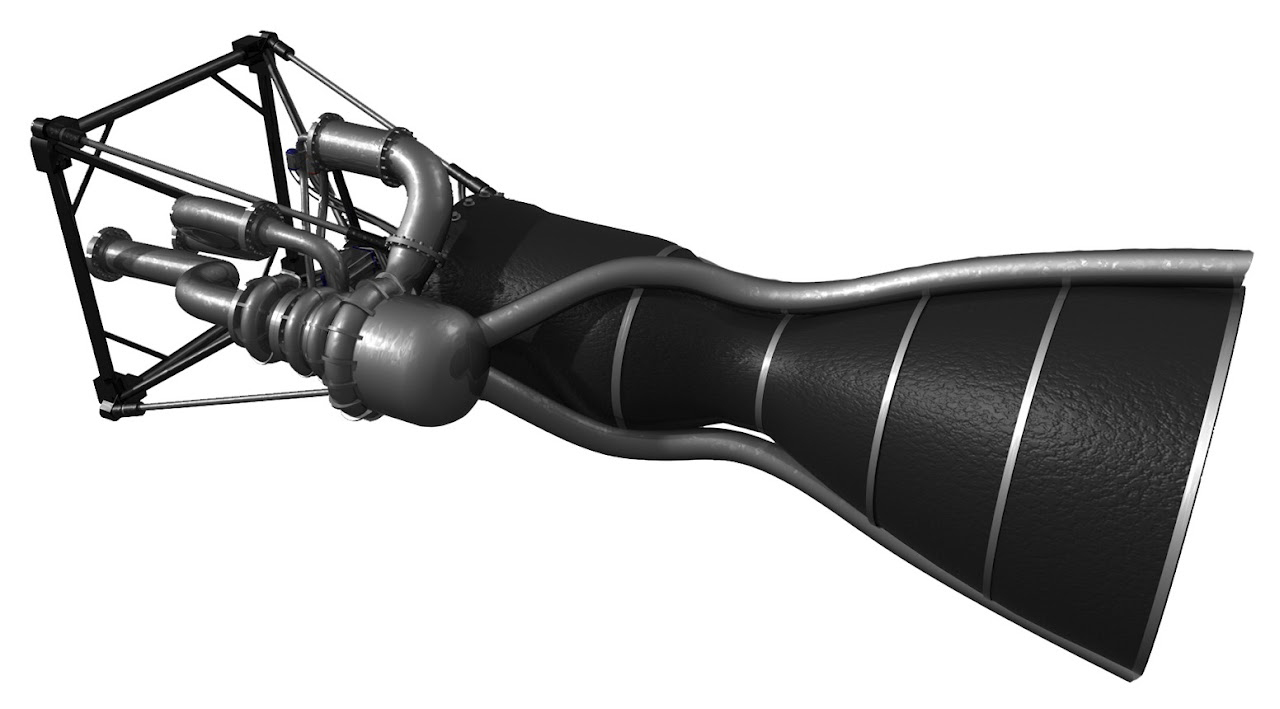
Executor
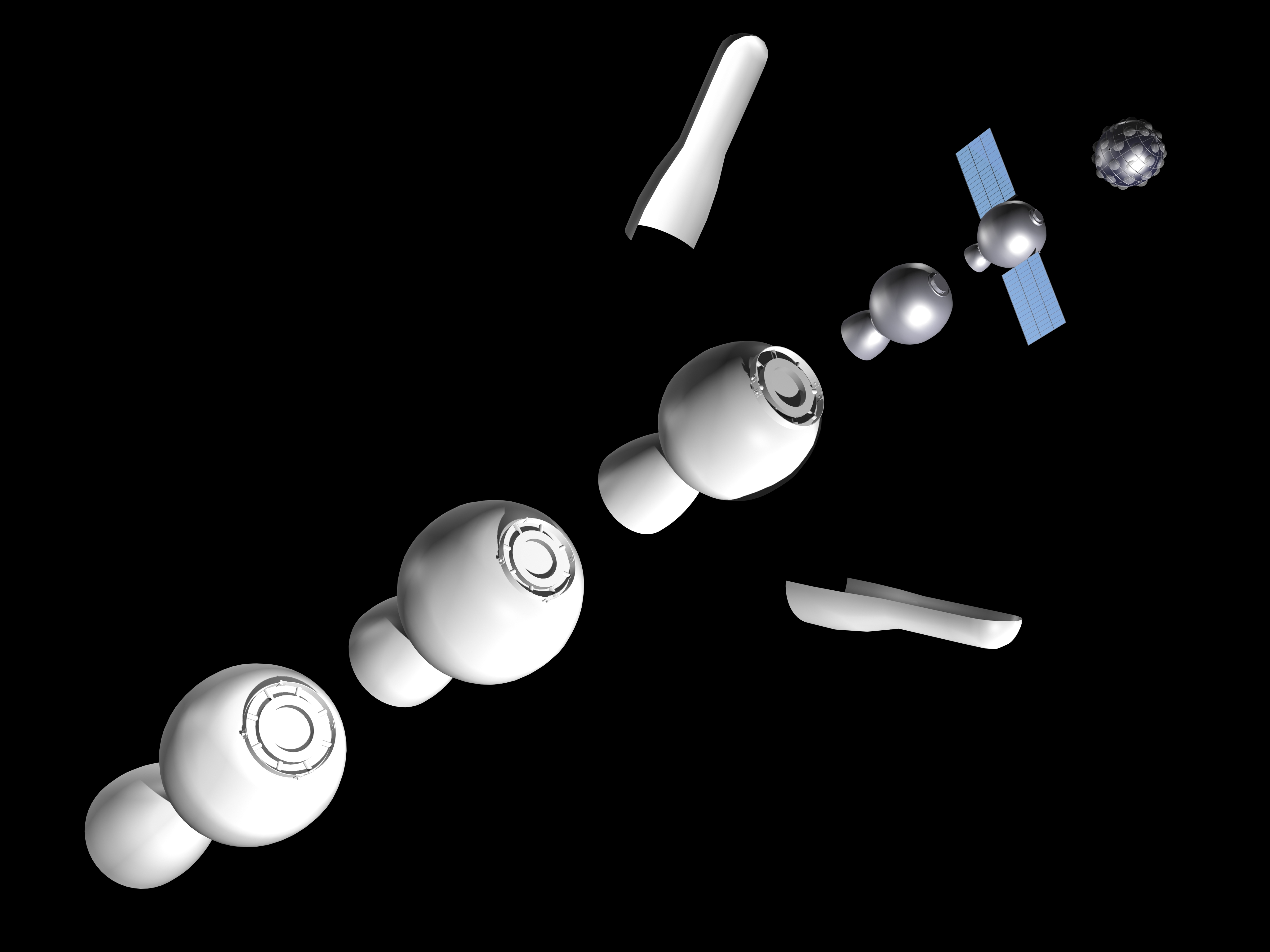
ハースの概念図
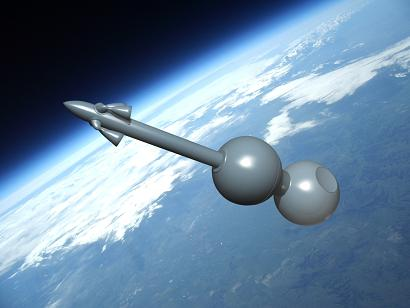
Stabilo
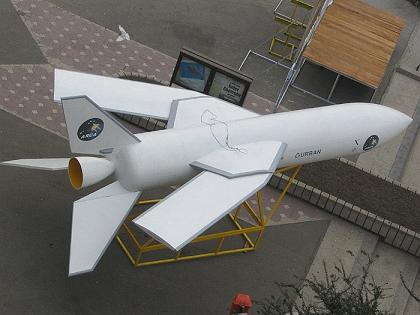
Orizont可変翼機